# Boumalne Dadès
Boumalne Dadès (pronúncia: bumalne dadés; em árabe: بومالن دادس), também grafada como Boumalne du Dadès e Boumal n'Dades,[a] é uma cidade do sul de Marrocos, situada no vale do rio Dadès, a cerca de 100 km a noroeste de Ouarzazate, que faz parte da região de Souss-Massa-Draâ e da província de Tinghir.[b] Em 2004 tinha 11 004 habitantes e estimava-se que em 2010 tivesse 11 926 habitantes.
A comuna (município) de Boumalne Dadès inclui as aldeias de Akboub, Slillou, Aït Abdrhim, Imziln, Tarmouchte, Aït Bouallal, Ait Sidi Ali, Aït Bouamane e Aït Abdoune. O dia do mercado semanal é a quarta-feira.
À semelhança do que se passa no resto do vale do Dadès, a maioria dos habitantes de Boumalne são berberes chleuhs que têm como língua materna o tachelhit. O nome da localidade "Bumal do Dadès", já que em tachelhit o artigo "do" é "n", o que originou "Bumal n Dadès".
Boumalne Dadès é usada atrai muitos turistas, que a usam principalmente como base para explorar as famosas gargantas do Todra e do Dadès ou o Jbel Saghro, mas as áreas mais próximas também têm alguns atrativos, pela paisagem do vale fértil e das montanhas.
Em 2008, Boumalne foi palco de protestos populares contra o alegado abandono por parte das autoridades, na sequência de várias aldeias nos arredores de M'Semrir terem ficado vários dias isoladas devido à neve em dezembro de 2007 e ao não reconhecimento da identidade amazigue (berbere). Os protestos degeneraram em confrontos com a polícia e deram origem a 42 prisões, que no caso de 10 estudantes liceais resultaram em condenações de vários meses de prisão.